# Komisariat Straży Granicznej „Istebna”

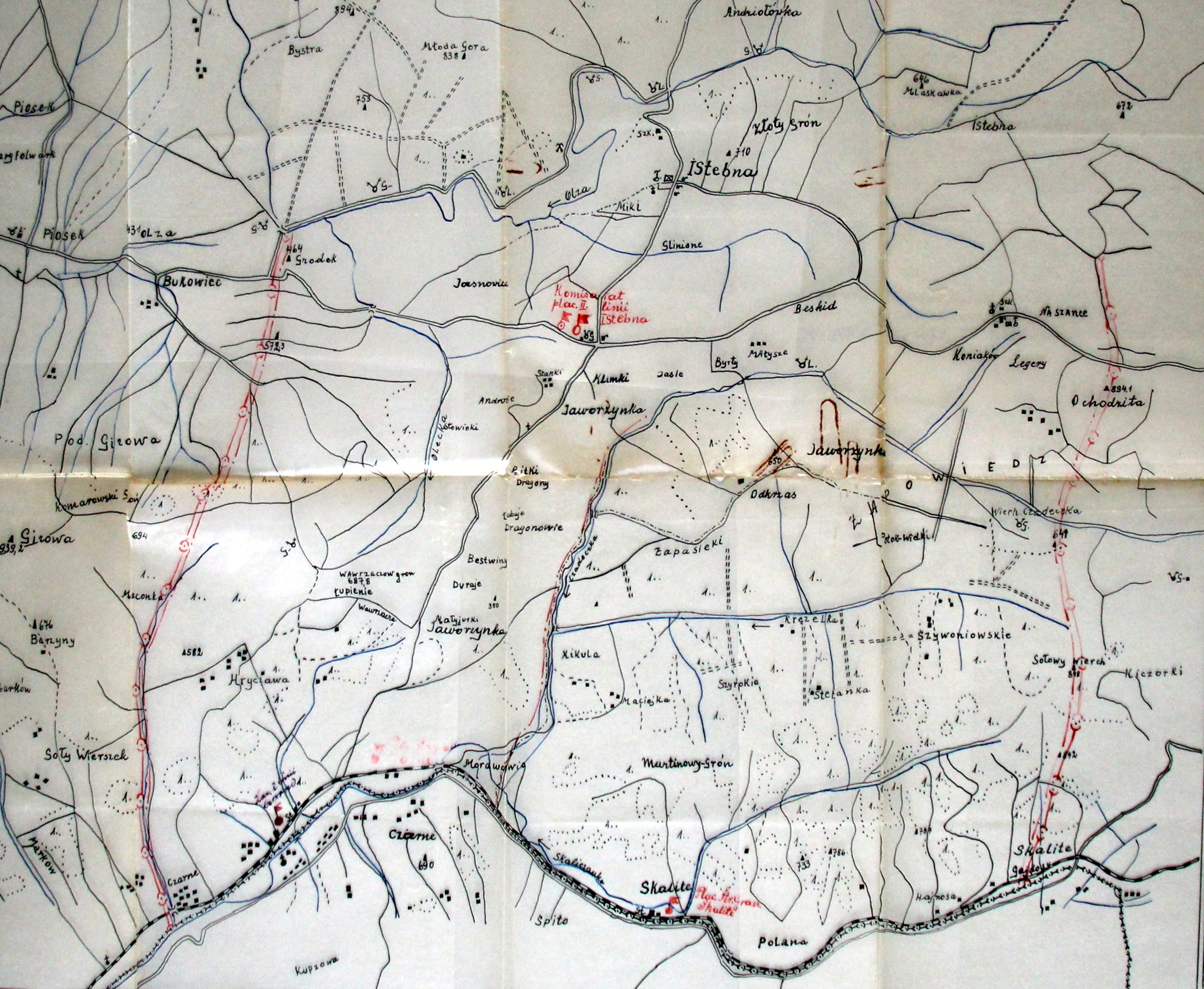
Szkic komisariatu SG „Istebna”

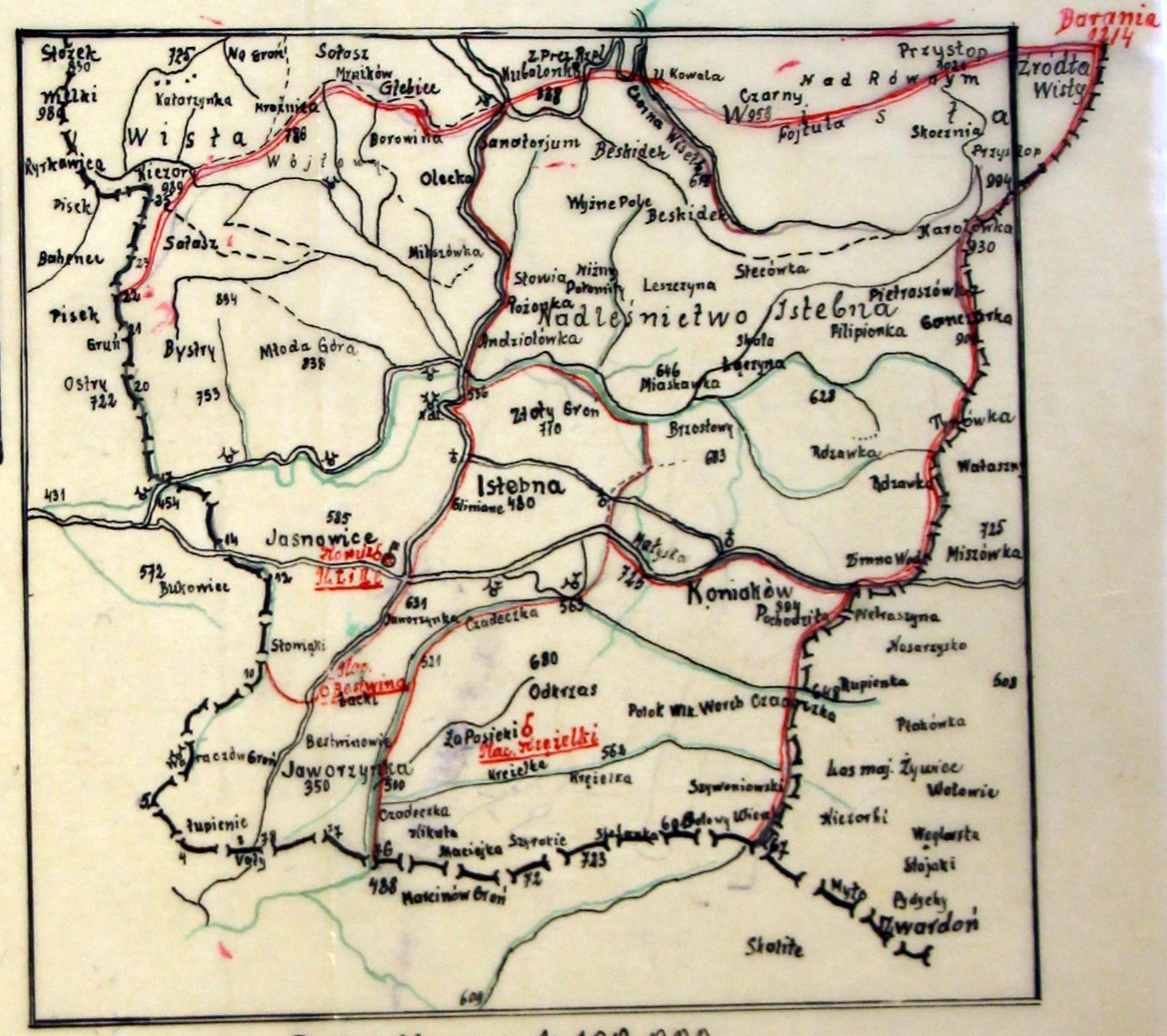
Szkic komisariatu SG „Istebna”

Komisariat Straży Granicznej „Istebna” – jednostka organizacyjna Straży Granicznej pełniąca służbę ochronną na granicy polsko-czechosłowackiej w latach 1928–1939.

## Geneza
Na wniosek Ministerstwa Skarbu, uchwałą z 10 marca 1920 roku, powołano do życia Straż Celną. Proces tworzenia Straży Celnej trwał do końca 1922 roku. 
Komisariat Straży Celnej „Istebna”, wraz ze swoimi placówkami granicznymi, wszedł w podporządkowanie Inspektoratu Granicznego Straży Celnej „Cieszyn”.
W drugiej połowie 1927 roku przystąpiono do gruntownej reorganizacji Straży Celnej. W praktyce skutkowało to rozwiązaniem tej formacji granicznej.
Rozkazem nr 4 z 30 kwietnia 1928 roku w sprawie organizacji Śląskiego Inspektoratu Okręgowego dowódca Straży Granicznej gen. bryg. Stefan Pasławski powołał komisariat Straży Granicznej „Istebna”, który przejął ochronę granicy od rozwiązywanego komisariatu Straży Celnej.

## Formowanie i zmiany organizacyjne
Rozporządzeniem Prezydenta Rzeczypospolitej Polskiej Ignacego Mościckiego z 22 marca 1928 roku, do ochrony północnej, zachodniej i południowej granicy państwa, a w szczególności do ich ochrony celnej, powoływano z dniem 2 kwietnia 1928 roku  Straż Graniczną.
Rozkazem nr 4 z 30 kwietnia 1928 roku w sprawie organizacji Śląskiego Inspektoratu Okręgowego dowódca Straży Granicznej gen. bryg. Stefan Pasławski przydzielił komisariat „Istebna” do Inspektoratu Granicznego nr 17 „Biała” i określił jego strukturę organizacyjną. 
Rozkaz nr 10 z 5 listopada 1929 roku w sprawie reorganizacji Śląskiego Inspektoratu Okręgowego komendant Straży Granicznej płk. Jana Jura-Gorzechowskiego  wymienia nazwę komisariatu „Jasnowice”.
Rozkazem nr 3 z 23 czerwca 1934 roku w sprawach [...] tworzenia i zniesienia posterunków informacyjnych', komendant Straży Granicznej płk Jan Jur-Gorzechowski przeniósł siedzibę komisariatu z Jasnowic do Istebnej.
Rozkazem nr 1 z 1 lipca 1938 roku w sprawach [...] organizacyjnych, komendant Straży Granicznej płk Jan Jur-Gorzechowski przeniósł placówkę I linii „Jasnowice” do m. Andziołówka i zatwierdził rozgraniczenie komisariatu.
Rozkazem nr 3 z 31 grudnia 1938 roku w sprawach reorganizacji jednostek na terenach Śląskiego, Zachodniomałopolskiego i Wschodniomałopolskiego okręgów Straży Granicznej, a także utworzenia nowych komisariatów i placówek, komendant Straży Granicznej płk Jan Jur-Gorzechowski, działając na podstawie upoważnienia Ministra Skarbu z 14 października 1938 roku, przydzielił komisariat do Obwodu „Żywiec”. Jednocześnie przeniósł placówkę I linii „Bestwina” do m. Czarne i placówkę „Krążelka”  do m. Skaliste.
Rozkazem nr 5 z 3 marca 1939 roku w sprawie zmian organizacyjnych [...], komendant Straży Granicznej gen. bryg. Walerian Czuma wydzielił z komisariatu „Jabłonków” placówkę I linii „Świerczynowiec” i przydzielił do komisariatu „Istebna” i utworzył placówkę I linii „Jaworzynka”. Placówkę I linii „Zwardoń” z komisariatu „Rajcza” przydzielił do komisariatu „Istebna”.

## Służba graniczna
W 1938 roku zatwierdzono nowe rozgraniczenie komisariatów „Istebna” i „Ustroń”:
- linia biegnącą od kamienia granicznego nr 25 do wewnątrz ścieżką turystyczną na Mraźnicę (786), przez którą drogą turystyczną do szosy na Kubalonce. Następnie drogą przez Zameczek do mostu na Czarnej Wisełce przy szosie do Wisły i przez Czarne, Przysłup (1021) na szczyt Baraniej Góry (1214), skąd drogą turystyczną do miejscowości Magórki (1129) i dalej drogą turystyczną do miejscowości Fojtula. Od miejscowości Fojtula pozostaje poprzednie rozgraniczenie nie zostało zmienione.

Sąsiednie komisariaty:
- komisariat Straży Granicznej „Ustroń” ⇔ komisariat Straży Granicznej „Rajcza” − 1928 i 1929

## Funkcjonariusze komisariatu
| Kierownicy/komendanci komisariatu | Kierownicy/komendanci komisariatu | Kierownicy/komendanci komisariatu | Kierownicy/komendanci komisariatu |
| stopień                           | imię i nazwisko                   | okres pełnienia służby            | kolejne stanowisko                |
| --------------------------------- | --------------------------------- | --------------------------------- | --------------------------------- |
| pkom.                             | Jerzy Holinkowski                 | był w 1932 i 1933                 |                                   |
| asp.                              | Czesław Gąsowski                  | był w 1934                        |                                   |
| aspirant                          | Stanisław Wantuch                 | ? - 29 X 1938                     | komisariat „Cierlicko”            |
| Zastępcy komendanta komisariatu   |                                   |                                   |                                   |
| starszy strażnik                  | Stanisław Argasiński              | 1 V 1939 – ?                      |                                   |

## Struktura organizacyjna

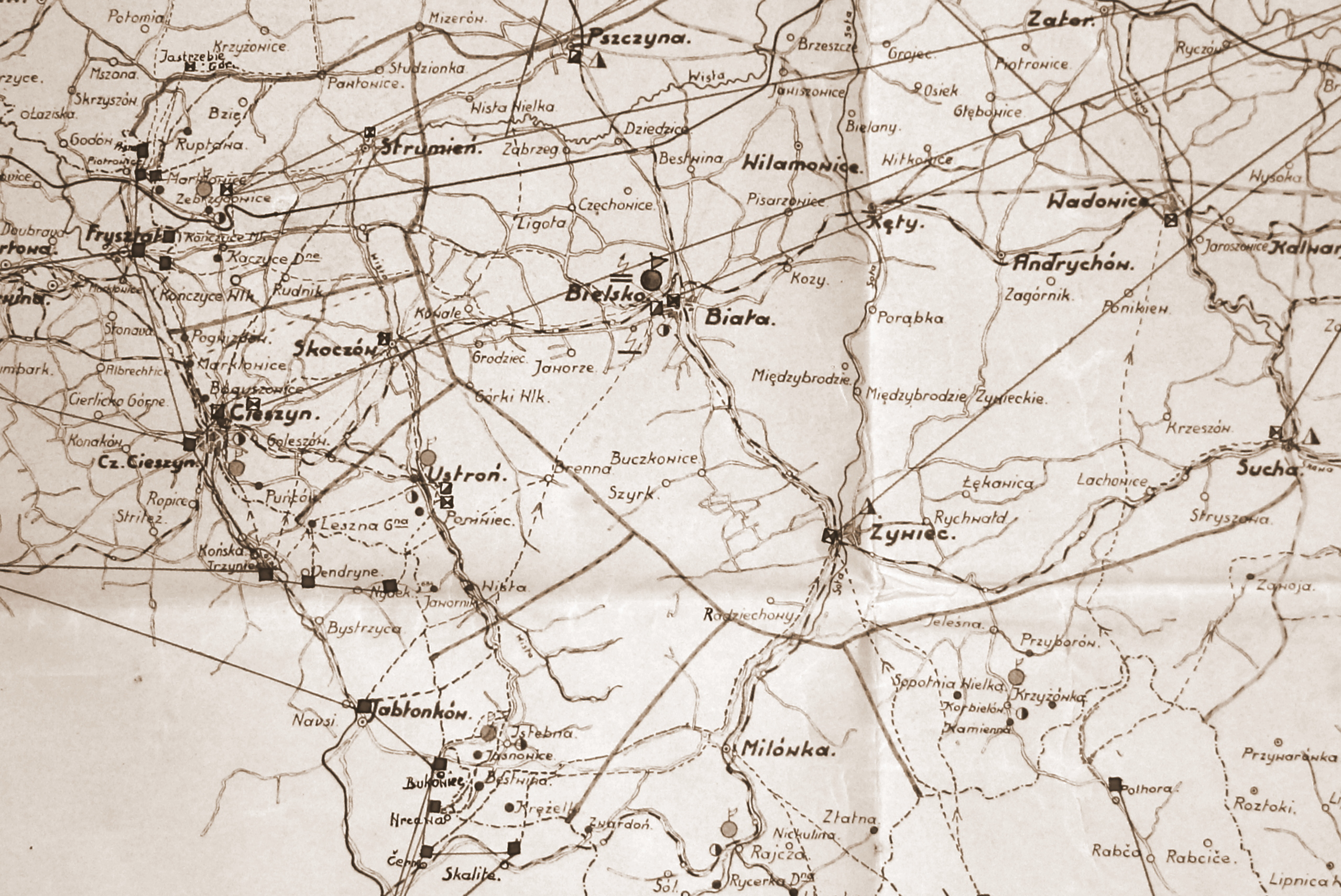
Mapa Inspektoratu „Bielsko” z naniesionymi szlakami i punktami przemytniczymi

Organizacja komisariatu w kwietniu 1928:
- komenda − Istebna
- placówka Straży Granicznej I linii „Jasnowice”
- placówka Straży Granicznej I linii „Klimkowiec”
- placówka Straży Granicznej I linii „Bestwina”
- placówka Straży Granicznej II linii „Istebna”

Organizacja komisariatu w listopadzie 1929:
- 3/17 komenda − Jasnowice
- placówka Straży Granicznej I linii „Jasnowice”
- placówka Straży Granicznej I linii „Bestwina”
- placówka Straży Granicznej I linii „Skaliste”
- placówka Straży Granicznej II linii „Istebna”

Organizacja komisariatu w 1935:
- komenda − Istebna
- placówka Straży Granicznej I linii „Jasnowice”
- placówka Straży Granicznej I linii „Bestwina” → w 1938 przeniesiona do Czarne
- placówka Straży Granicznej I linii „Krążelka” → w 1938 przeniesiona do Skaliste
- placówka Straży Granicznej II linii „Istebna”

Organizacja komisariatu w grudniu 1938:
- komenda − Istebna
- placówka Straży Granicznej I linii „Czarne”
- placówka Straży Granicznej I linii „Skaliste”
- placówka Straży Granicznej II linii „Istebna”